# Jean Todt
Jean Todt (Pierrefort, 25 febbraio 1946) è un dirigente d'azienda, dirigente sportivo ed ex copilota di rally francese.
È stato amministratore delegato della Ferrari SpA e direttore generale della Scuderia Ferrari, celebre scuderia di Formula 1. Si è dimesso da A.D. il 18 marzo 2008, ma ha mantenuto la carica di consigliere di amministrazione sino al 17 marzo 2009. Il 23 ottobre 2009 è stato eletto presidente della FIA dal Consiglio Mondiale. Dal 2015 ricopre anche la carica di Inviato Speciale dell'ONU per la sicurezza stradale.

## Biografia
Figlio di un medico di medicina generale, si è diplomato presso la Scuola EDC Paris Business School; da sempre appassionato di gare automobilistiche, con un gruppo di amici aggiustava macchine al garage Madeleine ad Asnières-sur-Seine.

### Copilota di rally dal 1966 al 1981

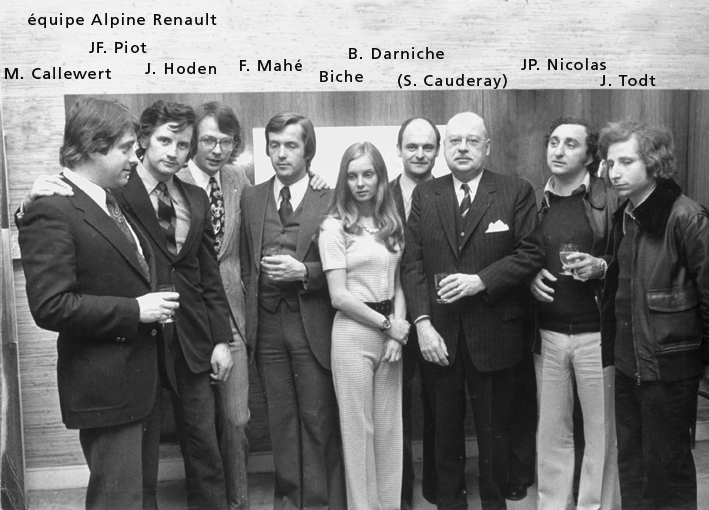
Todt (primo da destra) con la squadra Alpine-Renault, piloti e navigatori, nel 1973.

Jean Todt si appassiona allo sport automobilistico, in particolare per i piloti Jim Clark e Dan Gurney. Prende in prestito la Mini Cooper di suo padre per diventare pilota di rally, prima di orientarsi verso il copilotaggio. Nel 1966, è copilota di Guy Chasseuil. Le sue grandi doti di calcolatore, stratega ed organizzatore ne fanno un navigatore di grande talento. Negli anni sarà copilota di Jean-Pierre Nicolas, Rauno Aaltonen, Ove Andersson, Hannu Mikkola, Jean-Pierre Beltoise, Bernard Consten, Jean-François Piot, Achim Warmbold, Jean Guichet, Jean-Claude Lefèbvre, Timo Mäkinen e Guy Fréquelin.
Molto presto lascia il suo ruolo di copilota per dedicarsi alla gestione della squadra Talbot, filiale della Peugeot, e alle relazioni con la FIA, dimostrando il suo senso innato del management e dell'organizzazione. Nel 1981, è copilota di Guy Fréquelin, con il quale diventa vicecampione del mondo dei piloti di rally e Campione del mondo costruttori.

### Direttore della Peugeot Talbot Sport dal 1982 al 1993
Nel 1981, si ritira dalla competizione come copilota e la direzione sportiva della Peugeot gli viene assegnata dal direttore generale Jean Boillot, mentre la società PSA Peugeot Citroën registra pesanti difficoltà finanziarie e di immagine. Mette le sue doti di rigoroso organizzatore e di stratega al servizio della creazione della Peugeot Talbot Sport, entità creata per permettere il ritorno nella competizione della ditta francese, e diventa capo progetto delle Peugeot 205 Turbo 16, Peugeot 405 Turbo 16 e Peugeot 905.
Nel 1984, Peugeot fa il suo ritorno nel Campionato del Mondo Rally e nel 1985 e 1986, la Peugeot 205 Turbo 16 Gruppo B pilotata da Timo Salonen e poi Juha Kankkunen ottiene il titolo mondiale piloti e costruttori. La FIA abolisce, a partire dalla stagione 1987, le vetture Gruppo B giudicate troppo veloci e pericolose, sostituendole con le Gruppo A, la Peugeot si ritira dai rally per gareggiare rally-raid.
Nel 1987, Todt orienta le sue 205 Turbo 16 verso i raid, con al primo posto il Rally Parigi-Dakar. È sotto i riflettori il giorno in cui gioca a testa o croce la vittoria della Parigi-Dakar 1989 tra i suoi due piloti Ari Vatanen e Jacky Ickx per evitare che la loro lotta per la vittoria finale non causi l'abbandono e costi la vittoria alla scuderia. Dal 1987 al 1990, rinnova la sua impresa vincendo quattro volte la Parigi-Dakar con Ari Vatanen e Juha Kankkunen. Sempre in questo periodo, la squadra Peugeot gareggia nella Pikes Peak International Hill Climb, vincendo l'edizione del 1988 con la 405 Turbo 16. Poi Peugeot decide di abbandonare i rally-raid e di lasciare questa disciplina a Citroën che vincerà la gara con la Citroën ZX Rally-Raid concepita a partire dal telaio della Peugeot 405.
Nel 1992, vince la 24 Ore di Le Mans con la Peugeot 905 pilotata tra gli altri da Derek Warwick, Yannick Dalmas e Mark Blundell e nel 1993, le 905 realizzano una tripletta alle 24 Ore di Le Mans, i vincitori sono Geoff Brabham - Christophe Bouchut - Éric Hélary.

### Direttore della Scuderia Ferrari dal 1993 al 2007

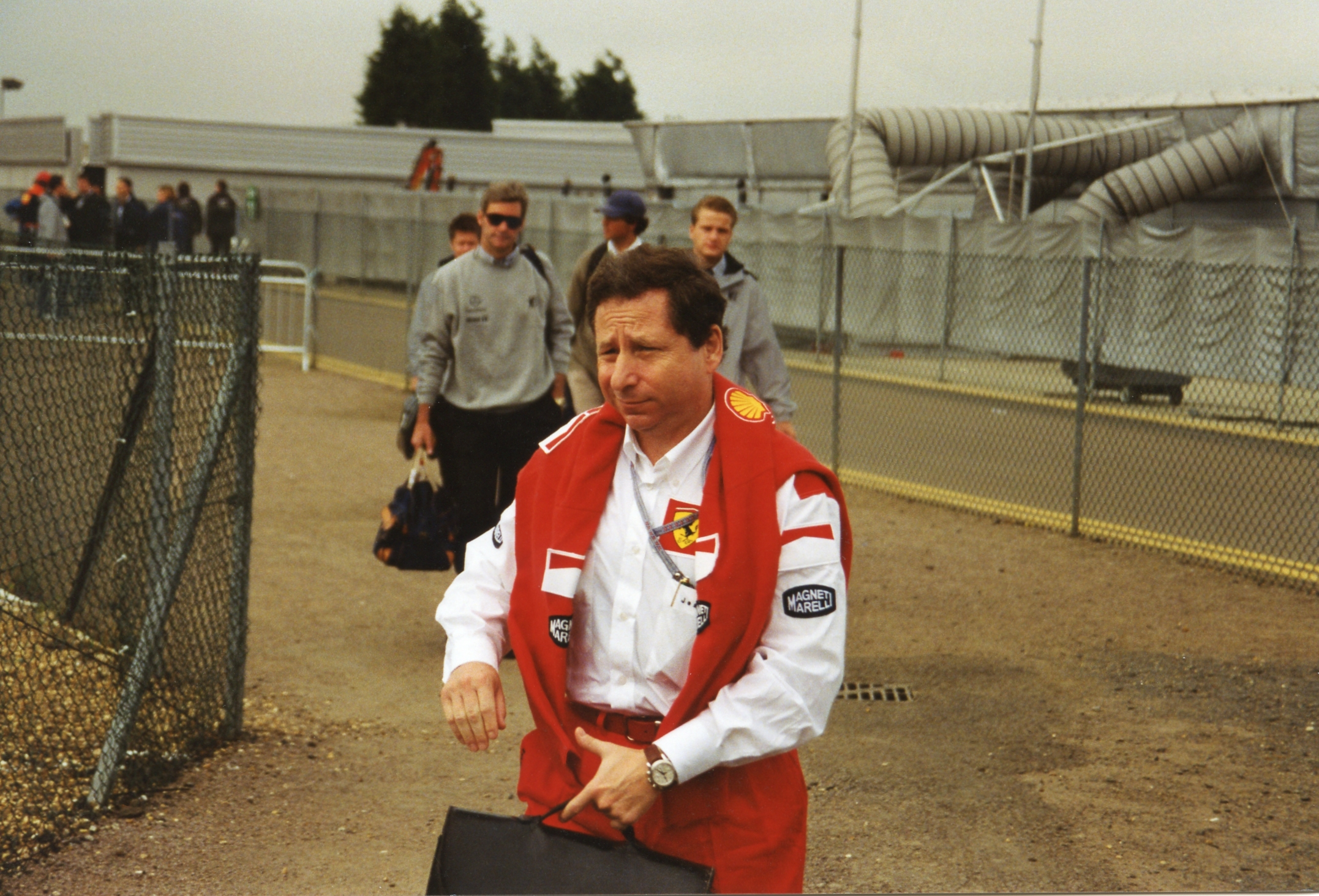
Todt in veste di team principal della Scuderia Ferrari nel fine settimana del Gran Premio di Gran Bretagna 1997

Nel 1993, Luca di Montezemolo, da un paio d'anni presidente della Ferrari, lo recluta come direttore della Scuderia Ferrari. Debutta il 1º luglio di quell'anno al Gran Premio di Francia, a Magny-Cours, come direttore generale di una squadra che conta, all'epoca, quattrocento tecnici.
È il primo straniero alla guida della Scuderia della storia del marchio, chiamato a Maranello con l'incarico di riportare la squadra italiana ai fasti del passato, mentre la Ferrari d'inizio anni Novanta stava attraversando uno dei periodi più neri di tutta la sua storia. La Scuderia di allora è minata da dissidi interni e da una produzione in parte delocalizzata; è ormai solo l'ombra di ciò che fu, con l'ultimo titolo piloti che risale al lontano 1979. Todt ristrutturerà profondamente la gestione sportiva.
Nel 1994, un anno appena dopo l'inizio della sfida, Gerhard Berger vince il Gran Premio di Germania: è il primo successo per Maranello dopo quattro anni, ma la Benetton dell'emergente Michael Schumacher, campione del mondo 1994 e 1995, e la Williams di Damon Hill dominano di gran lunga quella fase storica della Formula 1.
Alla fine della stagione del 1995, Jean ingaggia proprio il doppio campione del mondo Schumacher, l'allora miglior pilota della sua generazione. Il tedesco accetta di unirsi alla sfida di Todt con il quale stringe rapporti di profonda amicizia, quasi di famiglia.
Nel 1996, Schumacher ottiene tre vittorie, di cui due consecutive al Gran Premio del Belgio e al Gran Premio d'Italia. Nel frattempo Todt recluta in Ferrari gli ex direttori tecnici della Benetton, Rory Byrne, aerodinamico, e Ross Brawn, direttore tecnico, in sostituzione di John Barnard.

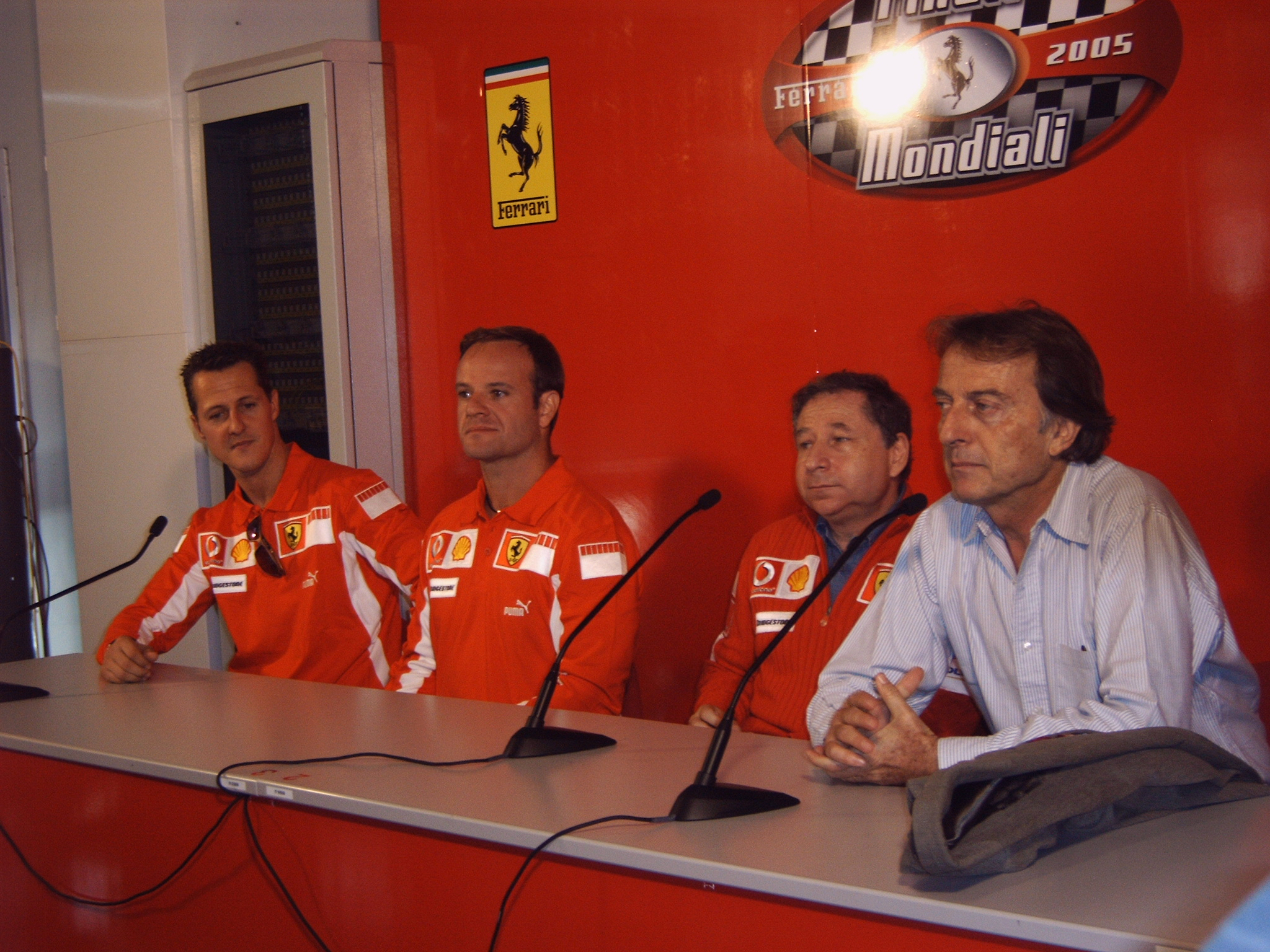
Da sinistra: i piloti Michael Schumacher e Rubens Barrichello, Todt e il presidente Luca Cordero di Montezemolo, ovvero parte della squadra Ferrari plurivittoriosa in Formula 1 nella prima metà degli anni 2000, qui in conferenza stampa al Mugello nell'ottobre 2005.

Nel 1997, Schumacher manca per pochi punti il titolo mondiale piloti durante le ultime gare delle stagioni, dietro alla Williams di Jacques Villeneuve. L'epilogo è simile nel 1998 e nel 1999, con la monoposto italiana battuta dalla McLaren di Mika Häkkinen; nel 1999 arriva comunque un primo segnale da parte di Ferrari grazie al successo nella classifica costruttori, il primo titolo in Formula 1 per la casa di Maranello da sedici anni a quella parte.
Nel 2000, Todt realizza il suo obiettivo, riportando la Ferrari alla conquista del titolo piloti in Formula 1, il primo di cinque mondiali consecutivi fatti suoi da Schumacher con la monoposto di Maranello (2000, 2001, 2002, 2003 e 2004), a cui si sommano sei titoli costruttori (1999, 2000, 2001, 2002, 2003 e 2004). Un tale filotto non si era mai visto prima nella storia della Formula 1: solo dopo 16 anni la Mercedes riuscirà a fare meglio con 7 titoli piloti (dal 2014 al 2020, ma con conduttori diversi) e 8 titoli costruttori (dal 2014 al 2021) consecutivi.

### Direttore e amministratore della Ferrari dal 2004 al 2009
Il 1º giugno 2004, Jean Todt, oltre al suo incarico di direttore della Scuderia Ferrari, viene nominato direttore generale della Ferrari. Il 25 ottobre 2006, 3 giorni dopo la fine della stagione di Formula Uno e il ritiro di Michael Schumacher, diventa amministratore delegato della Scuderia Ferrari.
Nel 2007, prepara Stefano Domenicali che gli subentrerà alla direzione della Scuderia a partire dal 1º gennaio 2008. Il 18 marzo 2008, lascia il suo posto di amministratore delegato del marchio Ferrari, verrà sostituito da Amedeo Felisa. Rimane tuttavia membro del consiglio di amministrazione della Ferrari per un anno supplementare prima di abbandonare ogni incarico in seno alla società italiana nel marzo del 2009, dopo aver vinto 14 titoli mondiali e ottenuto 106 vittorie.

### Presidenza della FIA

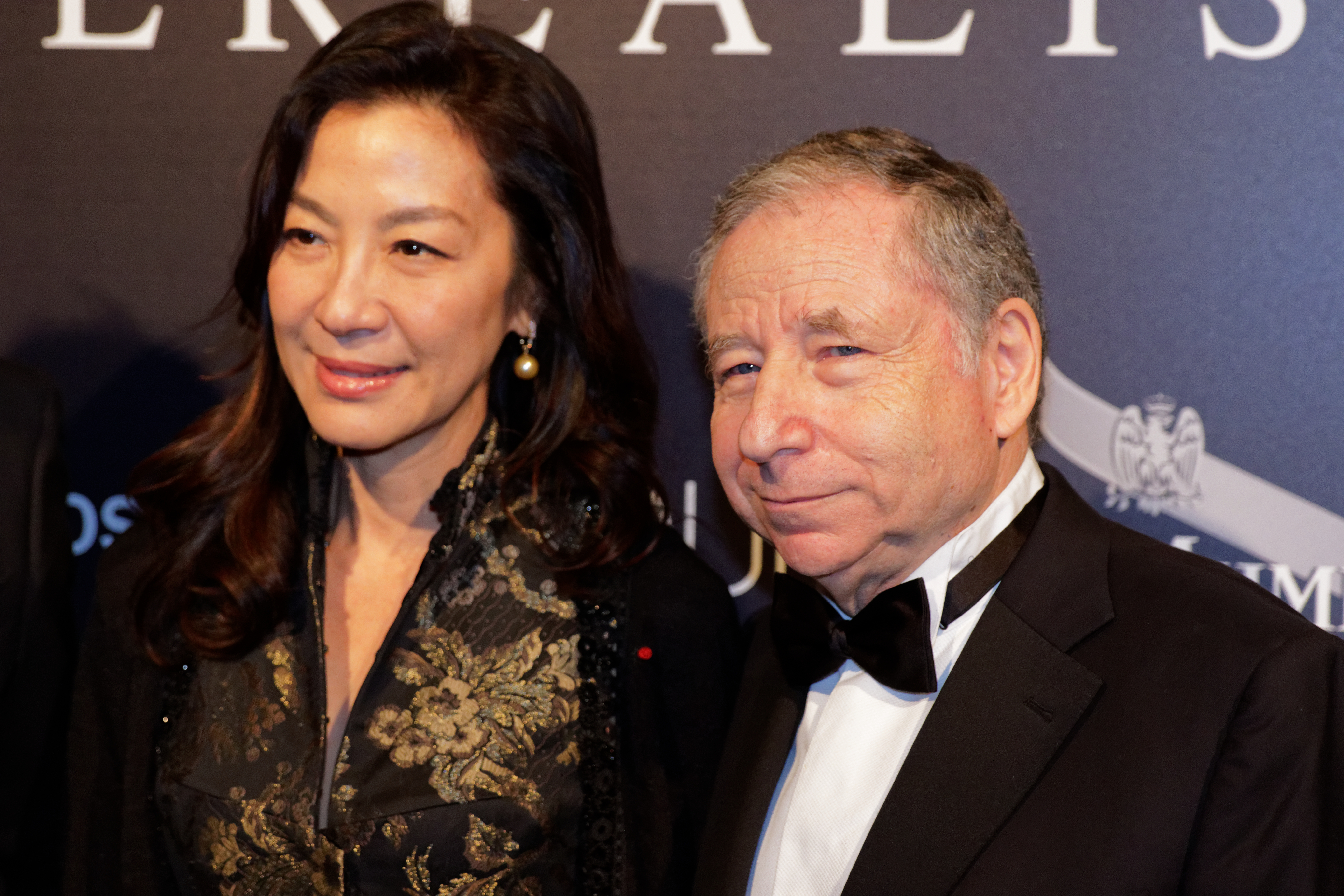
Todt (a destra), presidente della FIA, e la compagna Michelle Yeoh nel 2016 al Festival Automobile International di Parigi.

Nell'aprile del 2009, prende la presidenza di "eSafety Aware" che mira a promuovere i veicoli intelligenti e le nuove tecnologie, il che gli permette di completare la sua conoscenza degli ingranaggi interni della Federazione Internazionale dell'Automobile e di far campagna con l'aiuto della compagna Michelle Yeoh, ambasciatrice FIA per la sicurezza stradale.
Il 16 luglio 2009, annuncia ufficialmente che aspira alla presidenza della Federazione Internazionale dell'Automobile durante le elezioni che si terranno ad ottobre. Alla vigilia, aveva ricevuto il sostegno del presidente uscente, Max Mosley, che aveva deciso di non ripresentarsi. È il secondo candidato a dichiararsi: il campione del mondo dei rally 1981 Ari Vatanen aveva annunciato la sua candidatura qualche giorno prima.
Il 23 ottobre 2009, viene eletto (con 135 voti contro i 49 dell'ex pilota finlandese e deputato europeo Ari Vatanen) presidente della Federazione Internazionale dell'Automobile, venendo poi riconfermato all'unanimità per altri due mandati, fino al 17 dicembre 2021 quando gli subentra Mohammed bin Sulayem.

### Altre attività
È uno dei 46 membri dell'Accademia dello Sport ed è membro dell'Accademia delle Tecnologie. Siede inoltre al consiglio di amministrazione del Gruppo Lucien Barrière, uno dei più importanti gruppi francesi di casinò e di alberghi di lusso, di proprietà del suo amico Dominique Desseigne, al Consiglio di amministrazione Edmond de Rotschild SA e al Consiglio di amministrazione Gaumont. Infine è amministratore della Società degli Amici del Museo di Arte moderna della città di Parigi.
È inoltre vicepresidente e fondatore dell'Institut du cerveau et de la moelle épinière del Gruppo ospedaliero de la Pitié-Salpêtrière di Parigi.
Dal 2003 è ambasciatore a disposizione nel corpo diplomatico della Repubblica di San Marino.
Nel 2023 ha ricevuto alla Camera dei deputati il Premio America della Fondazione Italia USA.

## Palmarès ed onorificenze

### Palmarès

#### Copilota
- Rally Lyon-Charbonnières (copilota): 1968 con Jean-Claude Andruet su Alpine A110 1440
- Rally Grasse-Alpin (copilota): 1970 con Jean-François Piot su Ford Escort RS 1800
- Tour de France automobile (copilota): 1970 con Jean-Pierre Beltoise e Patrick Depailler su Matra MS650
- Rally del Portogallo (copilota): 1971 con Jean-Pierre Nicolas su Alpine A110 nel campionato europeo
- Tour de La Réunion (copilota): 1972 con Jean-Pierre Nicolas su Renault 12 Gordini
- Campionato del Mondo Rally (copilota)
- Vicecampione del mondo 1981 con Guy Fréquelin su Talbot Sunbeam Lotus, permettendo così alla squadra di vincere il campionato mondiale costruttori 1981 e il Premio Roland Peugeot dell'Accademia dello Sport per la più bella impresa automobilistica francese dell'anno.

Cinquantaquattro partenze nel WRC, e quattro vittorie in totale, dal 1973 al 1981:
- Rally di Polonia nel 1973 (con Achim Warmbold)
- Rally d'Austria nel 1973 (con Achim Warmbold)
- Rally del Marocco nel 1975 (con Hannu Mikkola)
- Rally di Argentina nel 1981 (con Guy Fréquelin)
- 2º del Rally del Marocco nel 1970 (con Bernard Consten, DS 21)
- 2º del Rally Monte-Carlo nel 1971 (con Ove Andersson)
- 2º del Rally della Costa d'Avorio Bandama nel 1978 (con Timo Mäkinen)
- 2º del Rally Monte-Carlo nel 1981 (con G. Fréquelin)
- 2º del Tour de Corse nel 1981 (con G. Fréquelin)
- 2º del Rally del Brasile nel 1981 (con G. Fréquelin)
- 3º del Tour de Corse nel 1969 (con J.-F. Piot, questa volta fuori WRC)
- 3º dell'Österreichische Alpenfahrt (Austria) nel 1970 (con J.-F. Piot, nella Coupe Internationale des Marques)
- 3º del Rally Monte-Carlo nel 1972 (con Rauno Aaltonen - CIM)
- 3º del Rally del Portogallo nel 1980 (con G. Fréquelin)
- 3º del Rally di Gran-Bretagna (RAC) nel 1980 (con G. Fréquelin)

#### Direttore di scuderia
- Campionato del Mondo Rally (Peugeot Talbot Sport/Peugeot 205 Turbo 16) (2): 1985, 1986 (piloti e costruttori)
- Campionato tedesco dei rally (2): 1985 (Kalle Grundel), 1986 (Michèle Mouton) (Peugeot 205 Turbo 16)
- Rally Parigi-Dakar (Peugeot Talbot Sport) (4): 1987, 1988, 1989, 1990
- Pikes Peak International Hill Climb (PPIHC - La gara verso le nuvole) (Peugeot Talbot Sport) (1): 1988 (Peugeot 405 Turbo 16 di A. Vatanen)
- Campionato francese di rallycross (Peugeot Talbot Sport/Peugeot 205 Turbo 16 Evolution 2) (3): 1988 (Guy Fréquelin), 1989 (Philippe Wambergue) e 1990 (Jean-Manuel Beuzelin)
- Trophée Andros Élite (Peugeot 205 Turbo 16) (1): 1990 (Éric Arpin)
- Campionato del Mondo Sport Prototipi (Peugeot Talbot Sport/Peugeot 905) (1): 1992 (piloti e costruttori)
- 24 Ore di Le Mans (Peugeot Talbot Sport/Peugeot 905) (2): 1992, 1993
- Campionato Mondiale Costruttori di F1 con la Scuderia Ferrari (8): 1999, 2000, 2001, 2002, 2003, 2004, 2007, 2008 (106 vittorie)
- Campionato Mondiale Piloti di F1 con la Scuderia Ferrari (6):

- 2000, 2001, 2002, 2003, 2004 (Michael Schumacher)
- 2007 (Kimi Raïkkonen)

### Titoli ed Onorificenze
- Laurea Honoris Causa in Ingegneria Meccanica presso l'Università degli Studi di Firenze nel 2004.
- Dato' Seri dal Re della Malesia il 1º dicembre 2006 e Ambasciatore del turismo per la Malesia dal 2009.
- Ambasciatore a disposizione della Repubblica di San Marino dal 2003.[12]

## Ruoli dirigenziali
- Peugeot Talbot Sport: 1982-1993
- Scuderia Ferrari: 1993-2008
  - Direttore della Gestione Sportiva della Scuderia Ferrari dal 1993 al 2007
  - Direttore generale della Ferrari dal 2004 al 2006
  - Amministratore delegato della Ferrari dal 2006 al 2008
- FIA: dal 23 ottobre 2009 al 17 dicembre 2021

## Vita privata
Nel 2004 Todt ha iniziato una relazione con l'attrice, successivamente vincitrice del premio Oscar, Michelle Yeoh, con cui è convolato a nozze nel 2023. Todt ha un figlio, Nicolas Todt, che si occupa di piloti del calibro di Charles Leclerc, Felipe Massa e Pastor Maldonado; inoltre, è co-proprietario della squadra ART Grand Prix, che corre in Formula 2 e Formula 3.